# Bobby Watson (acteur)
Pour les articles homonymes, voir Robert Watson et Watson.
Robert Watson Knucher, dit Bobby Watson, né le 28 novembre 1888 et mort le 22 mai 1965, est un acteur américain.

## Biographie
Né à Springfield, Watson commence sa carrière à l'âge de 15 ans, jouant dans un vaudeville à l'Olympic Theatre de Springfield. Toujours adolescent, il participe à la tournée du Kickapoo Remedies Show, un medicine show mobile. Par la suite, il joue à Coney Island dans une production de Gus Edwards.
En 1918, il joue pour la première fois à Broadway alors qu'il est remplaçant pour le rôle de Robert Street dans Going Up (en). Il se fait par la suite remarquer pour le rôle de « Madame Lucy » dans Irene (en) (1919). Il continue à jouer à Broadway au cours des années 1920.
Watson commence sa carrière au cinéma en 1925, à la fin de l'ère du cinéma muet. Il joue divers rôles et pratique d'autres types de fonctions, telle celle de professeur de diction (non-crédité) dans Chantons sous la pluie (1952).

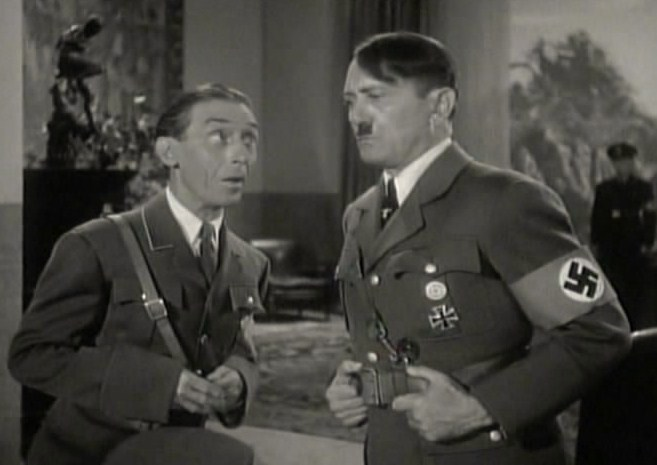
Bobby Watson interprétant le rôle d'Hitler dans That Nazty Nuisance (en français : L'Île des loufoques) de Glenn Tryon (1943). Joseph Goebbels, à gauche sur l'image, est joué par Charley Rogers. Bobby Watson a incarné Hitler dans 9 films, aussi bien dramatiques qu'humoristiques.

Il incarne Adolf Hitler au cinéma dans neuf films, pour la première fois en 1942 dans le court-métrage The Devil with Hitler, dans lequel Hitler tente de remplacer Satan,. Suivront Hitler – Dead or Alive (en) (1942), Nazty Nuisance (en) (1943), Miracle au village (1944), Hitler et sa clique (1944), L'Histoire de l'humanité (1957), On the Double (en) (1961), et Les Quatre Cavaliers de l'Apocalypse (1962).
Watson meurt à Los Angeles en 1965 à l'âge de 76 ans. Il est enterré à l'Oak Ridge Cemetery (en) de Springfield, Illinois.

## Filmographie
- 1925 : Détresse de D. W. Griffith
- 1929 : Syncopation de Bert Glennon
- 1930 : Follow the Leader
- 1931 : Manhattan Parade de Lloyd Bacon
- 1933 : Moonlight and Pretzels (en)
- 1933 : Au pays du rêve de Raoul Walsh
- 1934 : Fascination de William Wyler
- 1935 : Streamline Express
- 1939 : Everything's on Ice (en)
- 1942 : The Devil with Hitler (court métrage)
- 1942 : Hitler – Dead or Alive (en)
- 1943 : That Nazty Nuisance (court métrage)
- 1944 : Miracle au village
- 1944 : Hitler et sa clique de John Farrow
- 1948 : Visage pâle
- 1952 : Chantons sous la pluie
- 1957 : L'Histoire de l'humanité
- 1961 : On the Double (en)
- 1962 : Les Quatre Cavaliers de l'Apocalypse